# San Massimo
San Massimo – miejscowość i gmina we Włoszech, w regionie Molise, w prowincji Campobasso.
Według danych na rok 2004 gminę zamieszkiwały 723 osoby, 26,8 os./km².